# 周国瑾
周国瑾（1921年—2005年），男，广东广州人，中国剧作家，音乐评论家，中国音乐家协会理事，广东省文学艺术界联合会原副主席。